# 塞勒姆審巫案時間軸
此為塞勒姆審巫案事件發生時間軸的簡要敘述。
塞勒姆審巫案指的是1692年到1693年間，在美國麻薩諸塞灣省塞勒姆發生的巫術審判事件。該審判導致二十人遭處死刑，其中大部分是女性。

## 事件爆發之前
1688
在波士頓，古德溫家的幾個孩子的行為導致他們家的愛爾蘭洗衣婦安·格羅夫（Ann Glover，也被稱為「好主婦格羅夫」）因涉及巫術而被指控，審判與處決。
1689
科頓·馬瑟在塞勒姆出版了《難忘的遠慮──關於巫術與殖民地》（Memorable Providences, Relating to Witchcrafts and Possessions）一書，書中描寫了古德溫家與格羅夫的遭遇。
11月，塞繆爾·帕里斯被任命為塞勒姆地區的新牧師，連同全家（貝蒂·帕里斯、艾比蓋兒·威廉斯、提圖芭等）從波士頓搬到塞勒姆。
1691
10月16號，村民們投票決定將塞繆爾·帕里斯驅逐出塞勒姆，並停止支付他的薪水。

## 指控事件
1692
1月20號，帕里斯家的9歲女孩貝蒂·帕里斯與11歲女孩艾比蓋兒·威廉斯身上出現了奇怪的症狀，就像是三年前古德溫家的孩子。不久後安·普特南與其他塞勒姆村的女孩也出現了類似症狀。
2月中旬，威廉·格里格斯醫生接觸了受害的女孩們，並暗示這些症狀可能來自於巫術。
2月25日左右，牧師帕里斯的鄰居瑪麗·西布利（受折磨的女孩瑪麗·沃爾科特的舅媽）指使提圖芭的丈夫約翰·印第安烘烤一塊女巫蛋糕給狗吃，該蛋糕混合了黑麥粉和那些受病折磨的女孩的尿液。其根據了英國民間習俗中的「白魔法」，目的是為了找出是誰對女孩施展巫術。瑪麗·西布利之後被塞繆爾·帕里斯私下找去，並公開對大眾認錯，群眾接受了西布利的認錯。牧師與政治人物們催促貝蒂·帕里斯，希望她說出造成她怪異行為的犯人身分，當他們和貝蒂過濾可能的犯人時，貝蒂同意了其中關於提圖芭的猜測。女孩們之後又指控了薩娜·古德和薩娜·奧斯本。
2月29日，經由約瑟夫·哈欽森（Joseph Hutchinson）、湯瑪斯·普特南、愛德華·普特南與湯瑪斯·普雷斯頓（Thomas Preston）的正式投訴，地方法官約翰·霍桑與喬納森·科溫頒布了對薩娜·古德、薩娜·奧斯本與提圖芭的逮捕令，罪名是折磨貝蒂·帕里斯、艾比蓋兒·威廉斯、小安·普特南與伊莉莎白·哈伯德。
3月1日─3月7日，約翰·霍桑和喬納森·科溫對最初三名女性被告進行審問。經過數天的審問之後，提圖芭認罪，並做出薩娜·古德和薩娜·奧斯本與她同謀的證言。
3月11日，小安·普特南表現出受巫術折磨的症狀。梅西·劉易斯、瑪麗·沃爾科特和瑪麗·沃倫表示她們也一樣為其所苦。
3月12日，小安·普特南指控瑪莎·科里。
3月19日，艾比蓋兒·威廉斯指控麗貝卡·納斯。
3月21日，霍桑法官和科溫法官審問瑪莎·科里。
3月23日，塞勒姆的司法官員塞繆爾·布拉布魯克（Samuel Brabrook）逮捕年僅四歲的多蘿西·古德。
3月24日，霍桑法官和科溫法官審問麗貝卡·納斯 與多蘿西·古德。
3月26日，霍桑法官、科溫法官和約翰·希金森（John Higginson）牧師詢問了監禁中的多蘿西·古德。
3月28日，伊莉莎白·普羅克特受到指控。
4月3日，莎拉·克勞斯為她的姊姊麗貝卡·納斯進行辯護，莎拉因此受到指控。
4月11日，莎拉·克勞斯和伊莉莎白·普羅克特受到副省長湯瑪斯·丹佛斯與麻薩諸塞省省長理事會的成員審查。同一天，伊莉莎白的丈夫約翰·普羅克特成為了第一位被指控巫術且受監禁的男性。
4月初，原告的一員，普羅克特家的女傭瑪麗·沃倫承認她說謊，她也表示其他原告女孩們也在撒謊。
4月13日，小安·普特南指控吉爾斯·科里，並表示在科里斯家死去的一個男人在對她作祟。
4月19日，艾比蓋兒·霍布斯、布莉姬·畢夏普、吉爾斯·科里與瑪麗·沃倫接續受到審查。蒂利沃倫斯·霍布斯承認了巫術罪，而瑪麗·沃倫如今受到了自己被指控的壓力，她撤回了她在四月初的說法，並重新回到原告的行列。
4月22日，瑪麗·伊斯泰為她的姊姊麗貝卡·納斯進行辯護，瑪麗也因此受到了約翰·霍桑與喬納森·科溫的審問。霍桑法官和科溫法官另外還審問了小尼希米·阿伯特（Nehemiah Abbot Jr.）、莎拉·王爾德斯、威廉·霍布斯與蒂利沃倫斯·霍布斯夫妻、愛德華·畢夏普與莎拉·畢夏普夫妻、瑪麗·英格利許（Mary English）與奴隸瑪麗·布萊克等人。
4月30日，幾位女孩指控前任塞勒姆牧師喬治·巴勒斯涉及巫術。
5月2日，霍桑法官和科溫法官審問了莎拉·莫雷（Sarah Morey）、莉迪亞·達斯汀（Lyndia Dustin）、蘇珊娜·馬汀和多卡斯·霍爾等人。
5月4日，喬治·巴勒斯在緬因州被捕。
5月7日，喬治·巴勒斯被遣送回塞勒姆，隨後入獄。
5月9日，霍桑法官和科溫法官審問了喬治·巴勒斯和莎拉·邱吉爾（Sarah Churchill），巴勒斯隨後被轉送到波士頓監獄。
5月10日，霍桑法官和科溫法官審問了老喬治·雅各布斯和他的孫女瑪格麗特·雅各布斯（SMargaret Jacobs）。當天，薩娜·奧斯本在監獄中死亡。
5月14日，由英王威廉三世和瑪麗二世所頒發的新憲章生效，新任殖民地省
長威廉·菲普斯爵士和因克瑞斯·馬瑟牧師抵達波士頓，藉由新憲章，成立了麻薩諸塞灣省。
5月18日，瑪麗·伊斯泰從監獄中被釋放。在控訴她的控告者提出抗議後，她又被重新逮捕。羅傑·圖森克也因巫術罪名而被捕。
5月27日，省長威廉·菲普斯成立法庭委員會，並任命約翰·霍桑、喬納森·科溫、納撒尼爾·索頓斯托爾、巴索羅繆·葛德尼、彼得·薩金特、塞繆爾·休厄爾、維特史提爾·溫斯洛普（Waitstill Winthrop）等人為評委，由副省長威廉·斯托頓主導委員會。
5月31日，霍桑、科溫和葛德尼法官審問了瑪莎·科里安、約翰·奧爾登、威爾莫特·里德、伊莉莎白·豪和菲利浦·英格利許（Phillip English）等人。奧爾登和英格利許後來從監禁中逃脫，並分別逃離了塞勒姆（菲利浦連同妻子瑪麗一起逃離）。

## 正式起訴
6月2日，布莉姬·畢夏普被正式起訴，經由審判後被判處死刑。
6月10日，布莉姬·畢夏普在絞刑山丘（Gallows Hill）被處以絞刑。
6月16日，羅傑·圖森克在獄中死亡。
6月28日─29日，薩娜·古德受到審判，並被判為有罪。
6月29日，麗貝卡·納斯和蘇珊娜·馬汀受到審判，並被判為有罪。
6月30日，伊莉莎白·豪受到審判，並被判為有罪。
7月2日，莎拉·王爾德斯受到審判，並被判為有罪。
7月19日，薩娜·古德、麗貝卡·納斯、蘇珊娜·馬汀、伊莉莎白·豪和莎拉·王爾德斯在絞刑山丘被處以絞刑。
8月3日，瑪莎·科里安受到審判，並被判為有罪。
8月4日，喬治·雅各布斯和約翰·威拉德受到審判，並被判為有罪。
8月5日，喬治·巴勒斯、約翰·普羅克特和伊莉莎白·普羅克特受到審判，並被判為有罪。
8月19日，瑪莎·科里安、喬治·雅各布斯、約翰·威拉德、喬治·巴勒斯和約翰·普羅克特在絞刑山丘被處以絞刑，伊莉莎白·普羅克特因懷孕而暫時死緩。
9月6日，多卡斯·霍爾受到審判，並被判為有罪。
9月7日，愛麗絲·帕克和安·普德亞特爾受到審判，並被判為有罪。
9月8日，瑪莎·科里受到審判，並被判為有罪。
9月9日，瑪麗·布拉德伯里和瑪麗·伊斯泰受到審判，並被判為有罪。
9月14日，塞繆爾·沃德維爾和威爾莫特·里德受到審判，並被判為有罪。
9月16日，瑪麗·帕克和瑪格麗特·史考特受到審判，並被判為有罪。
9月17日，艾比蓋兒·福克納受到審判，並被判為有罪。瑪格麗特·史考特、威爾莫特·里德、塞繆爾·沃德維爾、瑪麗·帕克和艾比蓋兒·福克納被判處絞刑。艾比蓋兒·福克納因懷孕而暫時死緩。麗貝卡·布萊克·埃姆斯（Rebecca Blake Eames）、老瑪麗·萊西（Mary Lacy Sr.）、安·福斯特和艾比蓋兒·霍布斯認罪，並等待判決。
9月19日，吉爾斯·科里因拒絕接受陪審團的審判，而被石頭壓迫致死。
9月21日，幾位牧師成功獲得了法院的核准，將多卡斯·霍爾的處刑時間向後推延，以讓她有時間悔改。
9月22日，瑪莎·科里、瑪麗·伊斯泰、愛麗絲·帕克、瑪麗·帕克、安·普德亞特爾、瑪格麗特·史考特、威爾莫特·里德和塞繆爾·沃德維爾被處以絞刑。瑪麗·布拉德伯里成功脫逃，因此沒被處刑。
10月3日，因克瑞斯·馬瑟牧師譴責幽靈證據的使用。
10月6日，八名羈押中的兒童以2500英鎊的金額保釋出獄。
10月12日，麻薩諸塞灣省省長威廉·菲普斯寫信給英王威廉三世和瑪麗二世的樞密院，表示他已經停止了訴訟程序，並提及「如果佔上風的只會是對受指控者不利的證據，無辜的受指控者們可能會遇到什麼樣的危險」（即「幽靈證據」的濫用問題）。
10月29日，菲普斯省長禁止更進一步的逮捕行動，並釋放許多監獄中的受指控者，及解散法庭委員會。
12月16日，通過一條關於設立高級法院和刑事聽審提審法庭的法令，並在一月召開會議，起訴其餘在囚人士。
1693
1月4日，莎拉·伯克利（Sarah Buckley）、瑪格麗特·雅各布斯（Margaret Jacobs）、麗貝卡·雅各布斯（Rebecca Jacobs）和瑪麗·魏特吉（Mary Whittredge）受到審判，並被判為無罪。
1月5日，喬波·圖吉（Job Tookey）和漢娜·泰勒（Hannah Tyler）受到審判，並被判為無罪。
1月6日，瑪麗·馬斯頓（Mary Marston）、老伊莉莎白·詹森和艾比蓋兒·巴克（Abigail Barker）受到審判，並被判為無罪。
1月7日，瑪麗·泰勒（Mary Tyler）受到審判，並被判為無罪。
1月9日，麗貝卡·詹森（Rebecca Johnson）的嫌疑被洗清。
1月10日，莎拉·沃德維爾受到審判，並被判為有罪。她的兩個女兒莎拉·霍克斯（Sarah Hawkes）和梅西·沃德維爾則被判為無罪。
1月11日，小伊莉莎白·詹森受到審判，並被判為有罪。奴隸瑪麗·布萊克的嫌疑被洗清。
1月12日，瑪麗·波斯特受到審判，並被判為有罪。老瑪麗·布里吉（Mary Bridges Sr.）、漢娜·波斯特（Hannah Post）、莎拉·布里吉（Sarah Bridges）和瑪麗·奧斯古德（Mary Osgood）則被判為無罪。老湯瑪斯·法拉爾（Thomas Farrar Sr.）的嫌疑被洗清。
1月13日，小瑪麗·萊西（Mary Lacy Jr.）受到審判，並被判為無罪。
2月1日，林恩的莎拉·科爾（Sarah Cole of Lynn）、莉迪亞·達斯汀、瑪麗·泰勒（Mary Taylor）和瑪麗·圖森克受到審判，並被判為無罪。莉迪亞·達斯汀沒有被釋放，因為她付不出給獄卒的費用。
2月3日，珍·莉莉（Jane Lilly）的嫌疑被洗清。
2月21日，菲普斯省長寫信向英國本土報告，提及已有五十三人的嫌疑被洗清，這些人沒被大陪審團起訴，或是在審判中被認定無罪，此外他還取消了已被判處死刑者的死刑判決。
3月10日，莉迪亞·達斯汀在拘留期間死亡。
4月25日，約翰·奧爾登的嫌疑被洗清。
5月10日，蘇珊娜·波斯特（Susannah Post）、尤妮絲·弗萊（Eunice Frye）、小瑪麗·布里吉（Mary Bridges Jr.）、瑪麗·巴克（Mary Barker）和威廉·巴克（William Barker）受到審判，並被判為無罪。塞勒姆的莎拉·科爾（Sarah Cole of Salem）、多蘿西·福克納、小艾比蓋兒·福克納、瑪莎·泰勒（Martha Tyler）、喬安娜·泰勒（Johannah Tyler）、老莎拉·威爾森（Sarah Wilson Sr.）和小莎拉·威爾森（Sarah Wilson Jr.）的嫌疑被洗清。大陪審團未能起訴提圖芭。
5月11日，威廉·霍布斯的嫌疑被洗清。

## 後話
1700年，老艾比蓋兒·福克納向麻薩諸塞普通法院提出請求，希望可以返回她在事件中被剝奪的財產權和公民權。
1706年，最初原告女孩之一的安·普特南為她在審巫案中的行為發表了公開道歉。
1710年，威廉‧古德向法院起訴，要求對薩娜·古德和多蘿西·古德所受的健康及精神損害賠償，他最後成功獲得了三十英鎊，這是向巫術冤案受害者家屬提供的賠償金中，金額最大的其中一個案例。